# Вишехрад
Вишехрад (чешки: Vyšehrad - „горњи дворац“) је историјска тврђава у Прагу у Чешкој, нешто више од 3 км југоисточно од Прашког храда (замка), на источној обали реке Влтаве. Вероватно је саграђена у 10. веку. Унутар тврђаве налазе се базилика Св. Петра и Павла и гробље Вишехрад, у коме се налазе остаци многих познатих Чеха, попут Антоњина Дворжака, Беджиха Сметане, Карела Чапека и Алфонса Мухе. Такође садржи и најстарију прашку Ротунду Светог Мартина из 11. века.

## Историја
Локална легенда каже да је у месту Вишехрад било прво насеље које је касније постало Праг, мада до сада ова тврдња остаје неутемељена.
Легенда каже да је војвода Крок основао Вишехрад док је тражио сигурније седиште од Будеча. На стрмој стени изнад реке Влтаве наредио је да се посече шума и ту сагради замак. Такође према легенди, принц Кресомисл затворио је витеза Хоримира у Вишехраду, јер је оштетио руднике сребра, а Хоримир је са коњем Шемиком скочио преко зидова и из Либушиног купатила у реку.
Када се династија Пшемислид населила на данашњем месту Прашког замка, два замка су задржала супротстављене сфере утицаја отприлике два века. Зенит Вишехрада био је током друге половине 11. века, када је Вратислав II пренео своје седиште из Прашког замка у Вишехрад, а првобитна тврђава преуређена је као комплекс који обухвата владарску палату, цркву и седиште владе. Период успона се завршио око 1140. године када је принц Собјеслав преселио своје седиште назад у Прашки град.
Када је цар Римског царства Карло IV почео да гради Прашки замак у данашњим размерама почетком 14. века, пропадајући Вишеград напуштен је као краљевско седиште. Касније је читав комплекс обновио Карло IV и изграђена су нова утврђења, са две капије и краљевском палатом, док је базилика светих Петра и Павла чекала поправку. На почетку Хуситских ратова, Хусити су освојили и опљачкали Вишехрад 1420. године. То су учиниле и трупе краља Јиржија Подјебрадског 1448. Дворац је тада напуштен и пропао. Обновљен је у 17. веку, када је Хабзбуршка монархија заузела Чешку након Тридесетогодишњег рата и преуредила замак 1654. године као барокну тврђаву, претворивши је у центар за обуку аустријске војске, а касније уградивши у барокне градске зидине.
Данашњи облик Вишехрада као утврђеног пребивалишта, са моћним бедемима, бастионима и капијама Табор и Леополд, резултат је барокног преуређења. Капија од опеке (Cihelná brána) је грађевина у стилу царства, датира из 1841. године. Главни део Шпичке капије, делови романског моста и урушени готички видиковац познат као Либушино купатило (Libušina lázeň) једини су фрагменти који су сачувани из средњег века. Романска ротунда Св. Мартина датира из друге половине 11. века. Базилика св. Петра и Павла, који доминира Вишехрадом, преуређена је у другој половини 14. века и поново 1885. и 1887. године у неоготичком стилу. Вишехрад и подручје око њега постали су део главног града 1883. године. Подручје је један од катастарских округа града.

## Главне грађевине тврђаве Вишехрад

### Гробље Вишехрад и маузолеј Славин
Гробље Вишехрад је једно од најважнијих и најпознатијих гробља у целој Чешкој и садржи остатке многих познатих личности из чешке историје, укључујући Антоњина Дворжака, Беджиха Сметану, Карела Чапека и Алфонс Муху. На гробљу је сахрањено више од 600 личности Чешке, укључујући писце, песнике, научнике, композиторе, дизајнере, политичаре, који сви тамо почивају. Место је већ било гробље које датира још из 1260. године. Оно које се може видети данас, успоставио је 1870-их Вацлав Штулц, писац, песник и свештеник који је посветио своје живот да васкрсне славу Вишеграда.
Мермерне гробнице на јужној и источној страни пројектовао је Антоњин Барвитиус, чије је најзначајније дело црква Светог Вацлава у Смихову. Лукове је дизајнирао Антоњин Вил, један од вођа чешке ренесансе, који је следио италијански стил са тосканским стубовима од пешчара.
Главна стаза води до огромне скулптуре која доминира делом гробља. То се зове Славин и то је масовна гробница националних великана. Изграђена између 1889. и 1893. године, према нацртима Антоњина Вила. На предњој страни могу се видети имена првих петнаест људи који су тамо сахрањени. Први је био песник Јулиус Зејер, који је 1880. написао епску песму под називом Вишехрад која је славила славну прошлост чешког народа. Маузолејом Славин, власништвом града Прага, управља удружење чешких писаца Сватобор, основано 1862, са циљем подржавања чешких писаца и успомене на њих, затворено 1970, и обновљено 1990. Сватобор је 1998. године започео опсежну реконструкцију Славина, у којој је крипта била посебно приметно оштећена током година негативних утицаја. Захтевна реконструкција завршена је 2002. године.

### Базилика Св. Петра и Павла
Римокатоличка базилика Светог Петра и Павла на Вишехраду у Прагу важан је верски и културни споменик. Локални храм основао је чешки краљ Вратислав II. у годинама 1070-1080, то се догодило у вези са успостављањем Вишехрадског канонарства. У то време то је била тробродна базилика изграђена у романском стилу. Први пут је обновљена и проширена 1129. године за време владавине кнеза Собјеслава I. 1249. године зграда је тешко оштећена ватром, а затим је обновљена у готичком стилу.
Од 1576. до 1576. године црква је поново обновљена, овај пут у ренесансном стилу, у годинама 1707. до 1729. извршена је даља реконструкција у барокном стилу. Последња реконструкција у данашњи неоготички стил догодила се 1885-1903, када је цркву обновио истакнути архитекта Јосеф Мокер. Поред необичног украса ентеријера у стилу сецесије, црква је добила и две куле од 58 м, које су данас једна од главних знаменитости Прага.

### Ротунда Светог Мартина
Ротунда Светог Мартина потиче са краја 11. века, из времена владавине кнеза Вратислава II и најстарија је ротонда у Прагу. Са својим пречником од 6,5 метара уједно је и највећа у Прагу. Зидови достижу ширину од 1 метра. Током Тридесетогодишњег рата коришћена је као складиште. Обновљена је 1719. године, а средином 19. века поново је обновио гроф Чотек. Реконструкцију зграде извршио је архитекта А. Баум. Током бомбардовања Прага од стране Пруске 1757. године, њена конструкција је тешко оштећена, а једна од топовских кугли остала је у зиду, што се може видети до данас. 

### Леополдова капија
Леополдова капија је најлепша сачувана барокна капија из прашког утврђења. Изграђена је између 1653-1672, према пројекту познатог архитекте Карла Лурага. Капија има централни пролаз и два мања бочна пролаза за пешаке. Око 1840. године био је оспособљена за функционисање и вероватно из овог периода потиче читав механизам врата са ременицама. Капија је украшена пиластрима и ликовима аутора Ђованија Батисте Алиа. И данас се могу видети двоструке рупе ременица помоћу којих се управљао покретним мостом.

### Воћњаци Вишехрада
Воћњаци Вишеграда налазе се у југоисточном делу тврђаве Вишехрад. Првобитно голо место је коришћено као виноград у 15. веку. Садашњи облик воћњака добија се углавном у 19. веку. Овде су постављене статуе истакнутог чешког вајара Јосефа Вацлава Мислбека. Источни део повезан је с панорамском терасом са које се пружа прелеп поглед на прашки Смихов, реку Влтаву и Прашки дворац и брдо Петрин. На месту садашњих воћњака некада је била оружара у 17. веку.

У 21. веку, Вишехрад је постао јавни парк који је популарно место за рекреацију и прославе. На пример, то је популарно место за Чехе да славе новогодишњу ноћ.
- Испред базилике Св. Петра и Павла
- Гробље Вишехрад
- Ђавољи стуб
- Најстарија ротунда Светог Мартина из 11. века
- Либушино купатило
- Капија од опеке на Вишехраду
- Леополдова капија
- Табор капија
- Остаци Шпичке капије
- Поглед са Вишехрада

## Статуе
- Статуе Јосефа Вацлава Мислбека јужно од цркве, пореклом са моста Палацки
  - Либуша и Пшемисл - митски чешки владари који су се доселили у 8. веку у Вишехрад
  - Цтирад и Шарка - ликови Девојачког рата, када су жене након смрти Либуше саградиле замак Девин који се налазио на брду насупрот Вишехрада
  - Лумир и Писен - Лумир је био легендарни познати певач који је одбио да пева слављеничку песму након завршетка Девојачког рата победницима и уместо ње певао о чувеном Вишехраду
  - Забој и Славој - вође побуне против инвазије немачких трупа Карла Великог, наводно су водили победничку битку 805. године
- Статуа Микулаша Карлаха, Карлахове гарнитуре
- Статуа Светог Вацлава, аутор Јохан Георг Бендл, северозападни бастион
- Попрсје Вацлава Штулца, у близини зграде Nové proboštství

- Либуша и Пшемисл
- Цтирад и Шарка
- Лумир и Писен
- Забој и Славој